# Paleocén

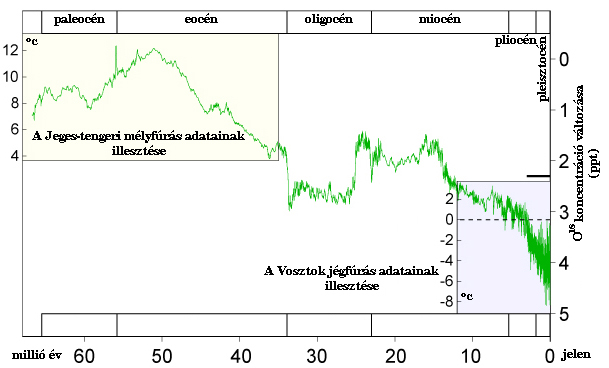
A kainozoikum 66 millió évének hőmérsékletváltozásai

A paleocén a földtörténeti újidő (kainozoikum) első időszakának, a paleogénnek első kora. A középidő (mezozoikum) kréta időszakát követte és az eocén kort előzte meg. Mintegy 66 millió évvel ezelőtt (mya) kezdődött és 56 mya ért véget. Neve a görög "palaiosz" (παλαιός), azaz régi, és az azt követő eocén kor összetételéből keletkezett, szabad fordításban "az eocén régi része".
A korszakot a földtörténet két jelentős eseménye határolja. Az első a nagy kréta-tercier kihalási esemény, amit egy aszteroida becsapódása és valószínűleg vulkáni működés okozott, melynek során a fajok 75%-a, legismertebben a dinoszauruszok kihaltak. A korszak végét a paleocén-eocén hőmaximum jelöli, mely során 2500-4000 gigatonna szén került a légkörbe és az óceánokba, amely az óceánok elsavasodásához és globális felmelegedéshez vezetett.
A paleocénban az északi félgömbön a kontinensek között még mindig volt valamiféle összeköttetés, délen pedig Dél-Amerika, az Antarktisz és Ausztrália még nem váltak szét teljesen. A Sziklás-hegység még felemelkedőben volt, a két Amerika közt nem volt kapcsolat, az Indiai-lemez elkezdett összeütközni Ázsiával, az észak-atlanti térségben pedig az elmúlt 150 millió év egyik legnagyobb vulkanikus tevékenysége kezdődött el. Az óceánokban az áramlatok egészen másként működtek, mint ma, ugyanis az atlanti áramlatok helyett a Csendes-óceánban léteztek, és nem a hőmérsékleti különbség, hanem a sósság miatti sűrűségkülönbség tartotta azokat mozgásban.
A kréta-tercier kihalási esemény következtében a flóra és a fauna hatalmas változásokon ment keresztül. A korábbi fajokat egészen mások váltották fel. Az átlaghőmérséklet 24-25 Celsius körül alakult a bolygón, szemben a mai 14-gyel. A meleg klíma hatására nem létezett állandó jégtakaró a sarkokon. A növényvilág így a sarkokat is meghódította, de változatosságuk jóval kisebb volt. Előtörtek az erdők világszerte. Az állatvilág jobbára kistermetű lényekből áll, melyek viszont robbanásszerűen fejlődtek, és elfoglalták a dinoszauruszok és más állatok kihalásával megüresedett helyeket. Nagy növényevők hiányában az erdőségek igen sűrűek voltak. A paleocén volt az emlősök előretörésének időszaka. Az első igazi méhlepényes és erszényes emlősökről ebből a korszakból van ismeretünk, de ezeken kívül számos érdekes fajuk is jelen volt. A tengerekben a sugarasúszójú halak voltak az urak mind az óceánokban, mind a korallzátonyok körül kialakult ökoszisztémákban.

## Eseményei
Ez az első kor, amely a nagy kréta–tercier kihalási eseményt (KH, KT vagy KP kihalás), vagy ismertebb kifejezéssel a dinoszauruszok kipusztulását követte. A kihalási hullám után rengeteg élőhely maradt üresen. A paleocén név görög eredetű (paleo=régi, ceno=új), és arra utal, hogy a korszakban újfajta állatvilág jelent meg, mielőtt az eocénben megjelentek volna a modern emlős rendek. A paleocénban már 13-ról 41-re emelkedett az emlős családok száma.
A kréta és a paleocén határán játszódott le a larámi kéregmozgás, az alpi hegységképződés egyik legfontosabb szakasza. A felgyűrődések feldarabolták a Tethys-óceánt, nagy területek kerültek szárazra ezért a paleocén korból viszonylag kevés tengeri üledék maradt fenn Európában és Amerikában. Ugyanebben az időben délen folytatódott a Gondwana kontinens feldarabolódása.
Ekkor csatlakozott az Ibériai-félsziget tömbje Európához. Az Atlanti-óceán és a Csendes-óceán ekkor még összeköttetésben volt egymással a Panamai-szoroson keresztül.
A kréta idején jelentős, mintegy 10 °C-os lehűlés történt. A paleocénben felmelegedés indult, klímája még így is viszonylag nedves és hűvös volt (bár a mainál melegebb). A szubtropikus növényzet Dél-Angliában is megtalálható ekkor. Ebben az időben jelennek meg a virágos növények fejlettebb családjai és a valódi füvek. A növényzet a paleocénben már a maihoz hasonló volt.

## Geológia
A paleocén kor egy 10 millió éves időszak, ami a mezozoikumot (földtörténeti középidő) lezáró kréta kor után a kainozoikum (földtörténeti újidő) első kora. A kort az alábbi három korszakra tagolják (a korábbitól a későbbi felé haladva):
- Dániai korszak: 66,0 – 61,6 Ma
- Selandi korszak: 61,6 – 59,2 Ma
- Thaneti korszak: 59,2 – 56,0 Ma

A paleocén kort az eocén kor követte.

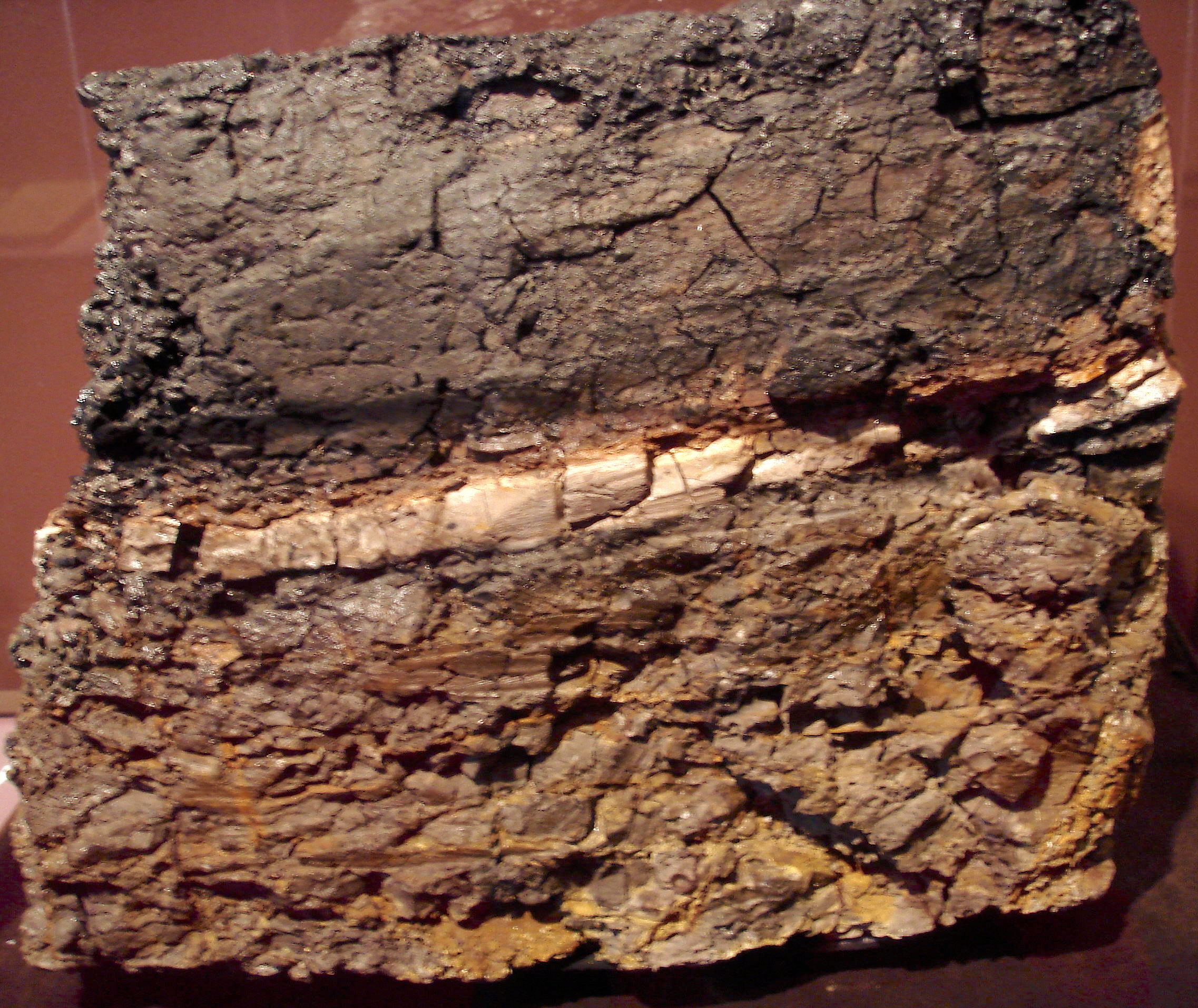
Fehér irídiumtartalmú csík jelöli a kréta és a paleocén határát

A kréta-tercier kihalási esemény, mint határvonal, az egész világon jól kivehető a kőzetekből, ugyanis egyrészt a rétegeket egy jól kivehető irídium-réteg választja ketté, ezenkívül a különféle fosszilis leletek között is észrevehető egyes élőlények teljes eltűnése. Az általánosan elfogadott vélekedés szerint egy 10–15 km átmérőjű aszteroida csapódott a Földbe a Yucatán-félszigetnél, létrehozva a Chicxulub-krátert, és ez, valamint a Dekkán-fennsíkon beinduló hatalmas mértékű vulkanikus tevékenység együttesen okozta a fajok 75 százalékának kihalását.
A paleocén végét a paleocén-eocén hőmérsékleti maximum jelzi, ami egy rövid, de intenzív felmelegedést jelent, melynek során hatalmas mennyiségben került a légkörbe szén, és az óceánok ezzel egyidejűleg elsavasodtak. Ez a bioindikátorként használt likacsosházúak és planktonok 35-50 százalékának kipusztulásával járt együtt. Ez kb. 55,8 millió évvel ezelőtt történt, és a kainozoikum alatt az egyik legnagyobb léptékű változás volt.
A paleocén korban jelentősebb szénkészletek halmozódtak fel a földben, amelyek például az Egyesült Államok szénkészletének majdnem felét alkotják. A kolumbiai Cerrejón bányában, amely a legnagyobb nyílt színi fejtéssel művelt bánya a világon, szintén ezt a szenet bányásszák. Az Északi-tengeren ugyancsak ebből a korból fennmaradt jelentős gáz- és kőolajkészletek halmozódtak fel. Nagyobb foszfátkészletek is keletkeztek, a legjelentősebb frankolitkészleteket Tunéziában bányásszák.
Számos meteoritkráter is származik ebből az időből. Körülbelül 60 millió éves a nyugat-ausztráliai Conolly-kráter, 58 millió éves a texasi Marquez-kráter, és valószínűleg ebből a korból (56-37 millió év) származik a jordániai Dzsabal Vakf asz-Szuvan kráter is. Az Északi-tenger mélyén található a Silverpit-kráter, ami 75-45 millió éves. Skóciában, Skye szigetén vanádiumban gazdag ozbornitot találtak 60 millió évvel ezelőttről, ami jellemzően meteoritok becsapódásának a maradványa. A Chicxulub-kráterrel szinte egyidős a mai Ukrajna területén található bovtiskai kráter (65,4 millió év), a kanadai Eagle Butte kráter, és az indiai Siva-kráter (66 millió év).

## Ősföldrajz

### Lemeztektonika
A paleocén során a kontinensek tovább vándoroltak, egyre közelebb ahhoz a pozíciójukhoz, ahol most is találhatók. Az északi féltekén Laurázsia maradványai (a mai Észak-Amerika és Eurázsia) időnként földhidakkal álltak egymással összeköttetésben: ilyen volt Beringia 65-58 millió évvel ezelőtt, Grönland és Skandinávia között a De Geer-út 71-63 millió évvel ezelőtt, a Thule-út Grönland és Európa között 57-55 millió évvel ezelőtt, és a Turgai-út Európa és Ázsia között (akkor, amikor a Turgai-tenger épp nem választotta el egymástól a két kontinenst).
Az úgynevezett larámi orogén fázis, amely a késő kréta korban kezdődött, folytatta a Sziklás-hegység felemelését, amely a paleocén végéig tartott. Emiatt és a lemeztektonikai mozgások miatt az Észak-Amerikát kettévágó beltenger visszahúzódott.
60,5 – 54,5 millió évvel ezelőtt tartott az észak-atlanti régióban az elmúlt 150 millió év harmadik legnagyobb vulkáni tevékenysége. A ma Izland helyén lévő forrópont is aktívan működött már ekkor, és a vulkanizmus valószínűleg elősegítette a tengerfenék kiszélesedését, az Atlanti-óceán szétnyílását, és a Grönlandi-lemez leszakadását. Emellett hozzájárult a tengerfenéken található metán-hidrát felszabadulásához, amelynek hála nagy mennyiségben szabadult fel szén és üvegházhatású gázok.
Észak- és Dél-Amerika között ekkor még nem volt átjárás, bár 73 millió évvel ezelőtt egy szigetcsoport révén volt egyfajta összeköttetés. A Karibi-lemez őse, mely a Galápagos-szigetek alatti forrópont hatására keletkezett, kelet felé haladt, eközben Észak- és Dél-Amerika az ellenkező irányba az Atlanti-óceán kinyílása miatt. Ez volt az a mozgás, amely majd végül 2,6 millió évvel ezelőtt létrehozta a Panama-földszorost. A Karibi-lemez 50 millió évvel ezelőtt érte el a mai helyét.
A korábbi déli szuperkontinens, Gondwana is elkezdett feltöredezni, de ekkor még az Antarktisz kapcsolatban volt Dél-Amerikával és Ausztráliával. Afrika már észak felé tartott, az indiai szubkontinens úgyszintén, hogy mozgásuk végül bezárja a Tethys-óceánt. India és Eurázsia valamikor a paleocén végén vagy az eocén elején ütközött össze, maga a Himalája-hegységképződés és a szárazföldi kapcsolat véglegesen csak a miocénban jött létre. Egyes bizonyítékok utalnak rá, hogy szigetcsoportokon keresztül volt kapcsolat már a paleocénban is India és Ázsia között.

### Óceánrajz
Napjainkban a meleg trópusi víz a sarkoknál hidegebb és sósabb lesz, aminek köszönhetően lesüllyed. Ez ma az észak-atlanti vidéken és az Antarktisznál történik meg. A paleocén idején a Jeges-tenger és az észak-atlanti vizek közt nem volt olyan összeköttetés, mint ma, így a mélyvízi áramlások még nem jöhettek létre. A Csendes-óceán északi részén azonban volt ilyen, kb. 3 kilométer mélységben, de annyi bizonyos, hogy az óceánok átlaghőmérséklete ekkoriban túl magas lehetett ahhoz, hogy kizárólag a hőmérsékleti különbségek vezéraljék az áramlásokat. Valószínű, hogy az üvegházhatású klíma befolyásolta csapadékos időjárás volt erre hatással: a déli félteke nedvesebb lehetett, mint az északi, vagy éppen kevesebb volt itt a párolgás. Bármelyik eshetőség is volt a valós, az biztos, hogy az északi félteke vizeinek sósabbaknak kellett lennie, és a sűrűségkülönbség váltotta ki az áramlást.
Gyakorlatilag semmit nem tudunk arról, hogy az óceáni áramlatok milyen hatással voltak a klímára. Az eocénban jött létre a Golf-áramlat elődje, aminek következtében az északi félteke látványosan elkezdett melegedni, a déli pedig lehűlni, a mély vizek melegedése mellett. Ehhez elképzelhető, hogy a szükséges áramlatok a trópusokon alakultak ki és tartottak a sarkok felé. Mivel az Antarktisz ekkor még nem vált le, így nem alakult ki körülötte az az áramlat, amely csapdába ejti a hideg vizet, előidézve a kontinens jelentős lehűlését. Ugyanakkor mivel semmit nem állíthatunk e tárgykörben bizonyosan, ezért elképzelhető, hogy az áramlatok csak következményei, és nem okai voltak a klímának.

## Klíma
A paleocén klímája, hasonlóan a kréta koréhoz, trópusi és szubtrópusi volt, a sarkokon mérsékelt égövi és jégmentes. A bolygó átlaghőmérséklete 24-25 Celsius körüli volt. Összehasonlításképp: 1951 és 1980 között ez az érték 14 Celsius volt.
A mély vizek hőmérséklete 8-12 Celsius volt, szemben a mai 0-3 közöttivel. A sarkok közelében a felszíni vízhőmérséklet hasonló lehetett, a térítők körül 23 fokos, az Egyenlítőnél 28 fokos. Általánosságban elmondható, hogy a felszíni meleg vizek hőntartó réteget képeztek az alattuk lévő hidegebb víz felett – a paleocénban ez a réteg vastagabbá vált, és visszahúzódott az egyenlítő felé.
A korai paleocénban a légköri szén-dioxid szintje önmagában nem volt elegendő a globális üvegházhatáshoz, ehhez különféle aeroszolok, a felhőtakaró, és a biológiai folyamatok is hozzájárultak.
A kréta-tercier kihalási eseményhez kapcsolódó hirtelen klímaváltozás minden valószínűség szerint hamar megszűnt és visszaállt a korábbi állapot. A fagyos hőmérséklet legfeljebb három évig tarthatott ki, és pár évtizeden belül újra a normális lett. A savas esőket okozó kénes aeroszolok 10 év után távoztak a légkörből, a por, amely akadályozta a fotoszintézist és eltakarta a Napot, pedig legfeljebb egy évig tartott ki. Esetleg még erdőtüzek törhettek ki, amik pár évig szennyezték a légkört. Az ezt követő félmillió évben a szénizotóp gradiens (a 13C/12C szénizotópok aránya a felszíni és a mélytengerekben, a szén körforgásának az indikátora) gyakorlatilag leállt, ami csökkent fitoplankton-aktivitást eredményezett, ez közvetetten csökkentette a felhőképződést, ez pedig közel 6 fokos felmelegedést eredményezett.
A dániai korszak elején, 65,2 millió évvel ezelőtt, kb. 100 ezer év alatt egyre több szén szabadult fel. A kréta kor maastrichti időszakában ezt a szént lekötötték a mélytengerek, azonban a melegedéssel párhuzamosan ez felszabadult, ugyanis a melegebb víz kevesebb szenet tud lekötni. 62,2 millió évvel ezelőtt, a dániai korszak végén az óceánok elsavasodása is megindult, nagyjából a fokozódó vulkanikus tevékenységgel egyidőben a tengerfenéken. A dániai korszak egy 1,6-2,8 fokos hirtelen melegedéssel ért véget.
60,5 millió évvel ezelőtt, a dániai és a selandi korszak határán a partvidéki vizeket is elérő anoxia nyomait találták meg (oxigénhiányos víz). Ezzel együtt a tengerek szintje is csökkent, amire a magyarázat (sarkvidéki jégsapkák hiányában) a hőmérséklet növekedésével erősödő párolgás.
59 millió éve, a thaneti korszak kezdete előtt kb. 50 ezer évvel, nagy mennyiségben kerülhetett a légkörbe metán-hidrát. 300 ezer évvel később ez az esemény megismétlődött. A hatalmas mennyiségű üvegházhatású gáz 2-3 fokos hirtelen felmelegedést hozott magával, ami kevésbé stabil környezetet hozott létre, s aminek köszönhetően a füves területek előretörtek az erdők rovására.

## Flóra

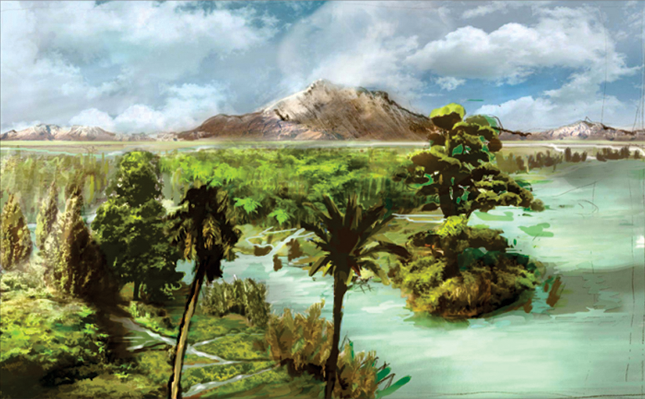
Patagónia őserdei művészi ábrázoláson

A meleg, nedves klíma kedvezett a trópusi, szubtrópusi növények egész világon történő elterjedésének, főként toboztermő és lombkoronás fáknak. A mai Patagónia területén trópusi esőerdők, mangrovemocsarak, szavannák, és szklerofil erdők nőttek. A kolumbiai fosszíliák és az amerikai középnyugaton találtak tanúsága szerint ezeken a területeken a maihoz igen hasonló növényfajok éltek már akkor is.
A nagy növényevő dinoszauruszok kihalásával az erdők sokkal sűrűbben nőhettek. Nagy nyílt területek meglétére kevés bizonyítékunk van. A zsúfoltság miatt számos növényfaj új túlélési technikákat dolgozott ki, ilyenek voltak a nagy, vaskos támasztógyökerek a föld felszíne felett, melyek a tápanyagokhoz való jobb hozzájutást és más növények kiszorítását voltak hivatottak biztosítani. Több faj magasabbra is nőtt, hogy jobban elérje a napfényt, több magot hoztak, amelyek ha nem is termékenyültek meg, de tápanyaggal látták el az erdő sötét alját, vagy éppen epifiton módon más növényekre települve éltek. A csökkenő oxigénszint miatt kevesebb erdőtűz volt a zsúfoltság ellenére is, habár azok intenzívebbek lehettek.
A paleocén korra a növényvilág jelentős ritkulással fordult rá: a fajok 33-60 százaléka eltűnt. Bizonyos fajok uralmának változására is hatással volt: a kréta korban domináns araukáriafélék helyét a kőtiszafafélék vették át, a valaha oly ritka, mára kihalt Cheirolepidiaceae toboztermők pedig szinte egyeduralkodók voltak Patagóniában. A kréta-tercier kihalási esemény előtt is zajlott már egyes fajok ritkulása, de ezt követően, legkésőbb a paleocén közepéig, a túlélők helyét átvették az új, sikeresebb fajok.
A kréta-tercier kihalási eseményt követően a közetekből kimutatható a harasztok rendkívüli elszaporodása. Megfigyelt jelenség, hogy erdőtüzek után is a harasztok azok, amelyek a legkönnyebben települtek vissza, így valószínű, hogy a meteoritbecsapódás keltette globális tüzek után is ez volt a helyzet. A paleocén kor aljnövényzetét valódi korpafüvek, zsurlók, és virágos bokrok alkották.
A paleocén kor erdei fajszegények voltak, gyakorlatilag egyes területeket ugyanazok a fajok népesítettek be teljes egészében. Ez a klíma, a magasabb szélességi körök és a magasabb tengerszint feletti magasság függvényében változott. Ez a fajszegénység, és a szintén kevés specializálódott rovar jelenléte arra utal, hogy a kihalás után még több millió évig nem regenerálódott teljesen az élővilág.
A virágos növények tovább fejlődtek, nekik kifejezetten jól jött, hogy megürült több ökológiai fülke, amit betölthettek, és a csapadékosabb időjárás is nekik kedvezett. Idővel megjelentek azok a rovarok, amelyek segítették a beporzásukat, a növények emellett elkezdték kihasználni a madarak és emlősök segítségét magvaik terjesztése során. A zárvatermők a nyitvatermőkhöz és a páfrányokhoz képest nagyobb veszteségeket szenvedtek el a kihalási esemény alatt, közöttük is azok jobban, amelyek állatok segítségét veszik igénybe a beporzáshoz, illetve az örökzöld növények is jobban megsínylették, mint a lombhullatók, amelyek a rosszabb környezeti feltételekhez is képesek alkalmazkodni.
A paleocén végén történt nagy hőmérséklet-emelkedés következtében is megritkult a flóra, mert maga az ökoszisztéma is érzékenyebb volt a változásokra.
Ebben az időszakban a sarkvidékeken is erdők nőttek. Az Egyenlítő közelében élő társaikkal ellentétben nekik a legnagyobb problémát a hőmérsékletingadozás, illetve a hosszú hónapokig tartó világos és sötét nappalokhoz való alkalmazkodás jelentette. A lágy szárú növények korábbi uralma megfordult, és most már a fás szárú zárvatermők voltak a legnagyobb csoport. Legtöbbjük lombhullató volt, így alkalmazkodva az időjárási körülményekhez. Míg az Északi-sarkkörön túl a trópusi erdők specializálódott fajat jelentek meg, az Antarktisz elszigeteltsége okán más növényfajoknak adott otthont. Valószínűleg a patagóniai növényzet is az Antarktiszról származik. A klíma hűvösebb volt, de nem volt jellemző az állandó fagy, a partok körül legalábbis biztos nem. Kelet-Antarktisz meleg és nedves volt, és itt kedvezőbb volt az örökzöld növények számára a terep, mert a lombhullatókkal ellentétben nem került plusz energiájukba minden évben újjánöveszteni a lombjukat. A kontinens belső részeiben viszont már a lombhullató fajok voltak többségben.

## Fauna
A kréta-tercier kihalási esemény során minden szárazföldi állat, ami nehezebb volt 25 kilogrammnál, kihalt, így a paleocén korban rengeteg ökológiai fülke várt betöltésre.

### Emlősök
Az emlősök, amelyek legelőször a triász idején jelentek meg, és a mezozoikum idején kisméretű éjszakai állatok voltak – igaz, a középső jurától kezdve megjelentek földalatti, fán lakó és vízi fajaik is. A legnagyobb mezozoikumi emlős, a Repenomamus robustus 1 méteres magasságot és 12-14 kilogrammos testsúlyt ért el.
A paleocén emlősei viszonylag kicsik maradtak az egész időszakban, igaz, a csontjaik nem nagyon őrződtek meg, így hát leginkább csak a fennmaradt fogaik alapján ismerjük őket. A Multituberculata, egy mára kihalt, rágcsálószerű emlőscsoport, amely nem áll közelebbi rokonságban egyik mai emlőscsoporttal sem, volt a dinoszauruszok idején a legsikeresebb, és ez a paleocénban is igaz volt. Fogazatuk egyre változatosabb lett, ahogy az étrendjük is. Mindazonáltal az eocén koban hanyatlásnak indultak, majd ki is haltak, a rágcsálók színrelépése miatt.
Mindennek ellenére az emlősfajok változatosak voltak a paleocénban is. A modern emlősök vagy elevenszülők (ezen belül is erszényesek vagy méhlepényesek), illetve tojásrakók. Mindhárom csoport a kréta korban jött létre. A paleocén erszényesei a Peradectes, tojásrakói pedig a Monotrematum nem egyedei voltak. Ebben a korban jelent meg az Afrotheria (Afrikában élő állatok rendje), a vendégízületesek, az első rágcsálók, a főemlősök előfutárainak tekinthető Plesiadapiformes, az első ragadozók, tobzoskák, a páratlanujjú patások előfutárai, és az Eulipotyphla. Az elevenszülő emlősök mérete hamar elkezdett nőni, és megjelentek köztük a gyümölcsevő és mindenevő fajok, valamint a nagy növényevők, mint a Taeniodonta, a Tillodonta, a Pantodonta, a Polydolopimorphia, és a Dinocerata. A nagyméretű ragadozók egyik csoportja a farkasszerű Mesonychia volt, illetve fajai: az Ankalagon és a Sinonyx.
Változatosságuk ellenére a paleocén kor emlőseinek törzsfejlődése jobbára ismeretlen, és a ma élők közül is csak a főemlősök, a ragadozók és a rágcsálók rendeznek paleocén kori ősökkel. A fajokban leggazdagabb rend az őspatásoké volt, amely azonban leginkább egy gyűjtőfogalom mindazon patás emlősök részére, amiket sehová se sikerült beilleszteni.

### Madarak
A modern madarak hamar fejlődésnek indultak a paleocénban. Számos fajuk alakult ki, és a mai élő madarak mindegyikének, kivéve a tyúk- és lúdalakúakat valamint a futómadárféléket, már léteztek ekkor az ősei. Rendkívül gyorsan alakultak ki új fajaik, többek között a gyümölcstermő fák és az azokon élő rovarok miatt. Már négymillió évvel a paleocén kezdete után rendkívüli fajgazdagságnak örvendhettek. Mindennek ellenére ebből a korból elég kevés fosszilis lelet áll rendelkezésünkre, és azok is leginkább vízimadarak, mint a Waimanu őspingvin. A legkorábbi fán fészkelő madárféle, a Tsidiiyazhi, 62 millió éve jelent meg. Korai baglyok maradványait is megtalálták, mint a Berruornis, vagy az Ogygoptynx.
A kréta-tercier kihalási esemény során szinte az összes ősmadár kipusztult, egyedül a Qinornis túlélésére van fosszilis bizonyítékunk. A mezozoikumban egyetlen madár szárnyfesztávolsága sem volt nagyobb mint 2 méter, és nem voltak 5 kilogrammnál nehezebbek, szemben a levegőt ekkoriban uraló Pterosaurusokkal. A paleocénban viszont méretük növekedésnek indult, különösen a gödényalakúak és az álfogú madarak. Európa szigetcsoportokra tagolt területén a növényevő Gastornis volt a legnagyobb madárféle, a maga 2 méteres magasságával. Dél-Amerikában hasonló nagytermetű, de ragadozó madarak, az úgynevezett gyilokmadarak első képviselői ekkor fejlődtek ki.

### Hüllők
Az általános vélekedés szerint a dinoszauruszok mind egy szálig kipusztultak a kréta kor végén. Egyes leleteik a paleocén korból is előkerültek, azonban ezek feltehetőleg korábbi rétegekből mosódhattak át az újabbakba. A dinoszauruszokon kívül a gyíkok és a kígyók 83%-a is kihalt, és a pikkelyes hüllők a paleocén végéig nem is nyerték vissza korábbi fajgazdagságukat. A korszak végéről származik a valaha élt legnagyobb kígyóféle, a Titanoboa fosszíliája.
Az édesvízi krokodilok és a Choristodera fajok túlélték a kataklizmát. valószínűleg azért, mert az édesvízi faunákat nem érintette akkora erővel. Jellegzetes képviselőjük volt a 4 méteres Borealosuchus illetve a Champsosaurus.
A teknősök a kréta végi lehűlés miatt megfogyatkoztak, a paleocénban viszont újra fajgazdagok lettek. A kihalás nem érintette őket súlyosan. Jellegzetes képviselőjük a kétméteres páncélú szárazföldi Carbonemys volt.

### Kétéltűek
Őket nem érintette látványosan a nagy kihalás. A békafélék fejlődtek a paleocénban, az Albanerpetontidae család viszont kihalt, utolsó képviselőjük az Albanerpeton volt.

### Halak
Mindössze a halak 12 százaléka halt ki, és a nagy ragadozók eltűnése után virágzásnak is indultak, főként a sugarasúszójú halak. Közülük is a Percomorpha fajok voltak a legváltozatosabbak: a legkülönfélébb fajaik jöttek létre: a korai makrélafélék, barrakudák, tüskésmakréla-félék, kardhalak, laposhalak, és tengeri csikók. A cápák ezzel szemben nem tudták kihasználni a kínálkozó lehetőségeket. A heringcápa-alakúak visszaszorultak, helyettük a kékcápaalakúak lettek a sikeresebbek. Ekkor élt az Otodus, az óriás ragadozó cápák őse.

### Rovarok és pókok
Nekik nem sikerült mindenhol ugyanúgy regenerálódniuk. A patagóniai dzsungelben viszonylag rövid idő alatt helyreállt a fajgazdagságuk, de azokon a helyeken, ahol különféle növényekkel vagy állatokkal való szimbiózisra specializálódtak, ez hosszabb ideig eltartott. A középső és késő paleocénban a bogarak és a csótányok voltak leginkább elterjedtek, valamivel ritkább volt a lepkefélék, legyek, egyenesszárnyúak és hártyásszárnyúak elterjedése. A fosszíliák között a legritkább a szitakötők, tegzesek, kérészek, sáskák, recésszárnyú fátyolkák, és termeszek voltak.
Wyoming államban nagyméretű borostyánokat fedeztek fel, és ezek egyikében egy ősi tripszfajt is találtak.

### Vízi gerinctelenek
A planktonpopulációt rettenetesen megtizedelte a kihalási esemény, gyakorlatilag 90 százalékuk kihalt, és ez közvetlen oka volt a tápláléklánc összeomlásának is. Így haltak ki az ammoniteszek és a velük táplálkozó ragadozók is. Nem áll sok lelet a rendelkezésünkre ebből a korból, a sejtések szerint azért sem, mert talajlakó életmódot folytattak a jellegzetes fajok, mint a csigák és a kagylók.

## Fordítás
Ez a szócikk részben vagy egészben  a   Paleocene című angol Wikipédia-szócikk ezen változatának fordításán alapul.  Az eredeti cikk szerkesztőit annak laptörténete sorolja fel. Ez a jelzés csupán a megfogalmazás eredetét és a szerzői jogokat jelzi, nem szolgál a cikkben szereplő információk forrásmegjelöléseként.